# Епархия Уэуэтенанго

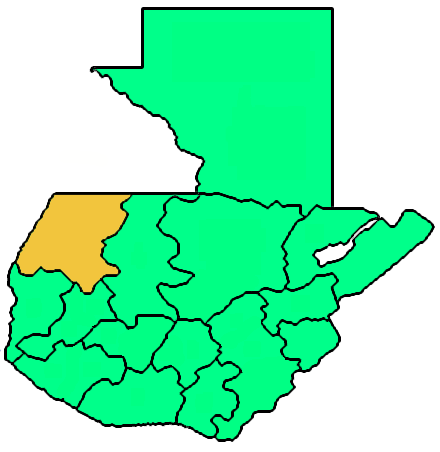
Карта епархии Уэуэтенанго

Епархия Уэуэтенанго (лат.  Dioecesis Gerontopolitana) — епархия Римско-Католической церкви с центром в городе Уэуэтенанго, Гватемала. Епархия Уэуэтенанго распространяет свою юрисдикцию на департамент Уэуэтенанго. Кафедральным собором епархии Уэуэтенанго является церковь Непорочного Зачатия Пресвятой Девы Марии.

## История
22 июля 1961 года Римский папа Иоанн XXIII издал буллу Laeto auspicio, которой учредил территориальную прелатуру Уэуэтенанго, выделив её из епархии Сан-Маркоса. В этот же день епархия Уэуэтенанго вошла в митрополию Гватемалу.
23 декабря 1967 года Римский папа Павел VI выпустил буллу Solet Apostolica, которой преобразовал территориальную прелатуру Уэуэтенанго в епархию.
13 февраля 1996 года епархия Уэуэтенанго вошла в митрополию Лос-Альтос Кесальтенанго-Тотоникапана.

## Ординарии епархии
- епископ Hugo Mark Gerbermann (8.08.1961 — 22.07.1975);
- епископ Victor Hugo Martínez Contreras (20.09.1975 — 4.04.1987) — назначен епископом Кесальтенанго;
- епископ Julio Amílcar Bethancourt Fioravanti (10.03.1988 — 27.04.1996) — назначен епископом епархии Святой Розы Лимской;
- епископ Rodolfo Francisco Bobadilla Mata (28.09.1996 — 14.05.2012);
- кардинал Альваро Леонель Рамассини Имери (14.05.2012 — по настоящее время).

## Источник
- Annuario Pontificio, Libreria Editrice Vaticana, Città del Vaticano, 2003, ISBN 88-209-7422-3
- Булла Laeto auspicio, AAS 54 (1962), стр. 497
- Булла Solet Apostolica  (лат.)